# Устье Яман-Елги
Устье Яман-Елги (баш. Яманйылға тамағы) — деревня в Нуримановском районе Республики Башкортостан Российской Федерации. Входит в состав Красноключевского сельсовета. 

## География

### Географическое положение
Находится на левом берегу реки Уфы. Около деревни находится устье реки Яманелги. 
Расстояние до:
- районного центра (Красная Горка): 35 км,
- центра сельсовета (Красный Ключ): 5 км,
- ближайшей ж/д станции (Иглино): 80 км.

## История
Основана в 1930-х годах в связи с развитием леспромхоза.

## Население
Население по данным переписи 2010 года составляло 12 человек, 6 мужчин и 6 женщин.
| 2002 | 2009 | 2010 | 2017 |
| ---- | ---- | ---- | ---- |
| 10   | ↗13  | ↘12  | →12  |